# Gerrit Schulte
Gerrit Schulte (7. januar 1916 – 26. februar 1992) var en hollandsk professionel banecykelrytter. Mellem 1940 og 1960 vandt han 16 seksdagesløb, ud af 73 start, og han var en af de dominerende seksdagesryttere i sin samtid. Han kørte bl.a. sammen med Peter Post. Schulte var også succesfuld i forfølgelsesløb, hvor han blev national mester ti gange, Europæisk mester to gange og verdensmester i 1948, efter at have slået Fausto Coppi i finalen. Han havde også succes som landevejsrytter, hvor han blev national mester tre gange og han vandt en etape i Tour de France 1938. Siden 1955 er Gerrit Schulte Trofæeet blev uddelt af landets cykelunion til den bedste cykelrytter i Holland.